# استان فرمو

استان فرمو (به ایتالیایی: Provincia di Fermo) از استان‌های کشور ایتالیا است. استان فرمو در مرکز این کشور قرار دارد. مرکز این استان شهر فرمو و زیرمجموعه ناحیه مارکه می‌باشد. مساحت این استان ۷۸۴٫۲۲ کیلومتر مربع و جمعیت آن ۱۷۷٬۵۷۸ نفر است.